# Frank Abagnale, Jr.
Pour les articles homonymes, voir Abbagnale.
 (janvier 2018).
Si vous disposez d'ouvrages ou d'articles de référence ou si vous connaissez des sites web de qualité traitant du thème abordé ici, merci de compléter l'article en donnant les références utiles à sa vérifiabilité et en les liant à la section « Notes et références ».
Francois William Abagnale, Jr., né le 27 avril 1948 à Bronxville, est un ancien imposteur franco-américain reconverti en tant que consultant en sécurité.
En 1964, dès l’âge de 16 ans, il utilise des chèques falsifiés afin de voyager aux frais de la Pan American World Airways. Il voyage ainsi à travers 26 pays avant d'avoir atteint ses 19 ans. En seulement cinq années, il travaille sous huit identités différentes — bien qu'il ait également utilisé d'autres méthodes pour collecter les chèques — et utilise de faux chèques pour une valeur totale de 2,5 millions de dollars dans 26 pays.
Il travaille ensuite comme consultant en matière de lutte contre la fraude au sein de sa compagnie, la Abagnale and Associates.
Son histoire inspire le film Arrête-moi si tu peux, ainsi qu'une comédie musicale du même nom (en).

## Biographie

### Enfance
Abagnale passe les seize premières années de sa vie à New York, dans le quartier du Bronx. Il fréquente l'Iona Preparatory School, une école secondaire catholique pour garçons, gérée par l'Irish Christian Brothers.
Né d'une mère pied-noir, Paulette et d'un père italo-américain, William Frank Abagnale Sr., il est le troisième de quatre enfants : la fratrie comprend également des jumeaux plus âgés et une sœur cadette.
Ses parents se séparent lorsqu'il est âgé de 12 ans et divorcent trois ans plus tard. Il emménage alors avec son père et sa nouvelle belle-mère à Mount Vernon (New York).

### Première escroquerie
L'un de ses premiers actes de fraudeur correspond au moment où, après l'achat d'une voiture, il persuada son père de lui prêter sa carte de crédit. Avec cette carte, il simula l'achat d'une grande quantité de pièces d'automobile : des pneus, des batteries, des moteurs, du carburant, etc. Ces achats n'ont en fait existé que sur le papier. Il avait en effet conclu un accord avec un employé de la station-service. L'escroquerie fonctionnait de la façon suivante : le complice mettait les pièces d'automobile au compte du père, retirait l'argent et le partageait avec le jeune Abagnale.
Le montant de la fraude s'élevait déjà à 3 400 dollars lorsqu'un agent de recouvrement contacta son père en personne – au moment de l'appel, Frank Jr. était en train de jeter les factures qui venaient de lui parvenir par courrier. Le coup de téléphone interrompit évidemment l'affaire. Il n'a pas été poursuivi pour ce délit.

### Impostures

#### Pilote de ligne
La compagnie aérienne Pan American World Airways (Pan Am) estime qu'entre 16 et 18 ans, Frank Abagnale a volé sur une distance d'environ 1 000 000 kilomètres, sur près de 250 vols et à travers 26 pays, illégalement, en utilisant le deadheading (en): Abagnale prétendait simplement être un pilote qui devait effectuer un prochain vol à partir de la destination vers laquelle allait l'avion. Il était ainsi logé gratuitement dans les hôtels : tout était mis sur le compte de la compagnie.

#### Médecin
Pendant près d'un an, après avoir de peu failli être attrapé par la police, il endossa le rôle de pédiatre dans un hôpital de l'État américain de Géorgie, sous le pseudonyme de Frank Williams.
Sur sa demande de logement, il écrivit sous l'intitulé « Ancienne activité » qu'il avait été médecin. Il craignait en effet que le propriétaire ne vérifie la véracité de ses propos auprès de Pan Am s'il affirmait avoir été pilote. Après s'être lié d'amitié avec un vrai médecin qui vivait avec lui, il devint le surveillant des internes en attendant que l'hôpital trouve une autre personne pour tenir ce rôle. Il ne trouva pas ce travail très difficile : en effet il n'était chargé d'aucun travail médical à ce poste.
Abagnale pouvait s'affranchir de la plupart de ses obligations en laissant ses internes prendre en main certains cas. Cependant, Abagnale manqua d'être découvert lorsqu'il faillit laisser un bébé périr d'asphyxie : il ne comprit pas la gravité de la situation ni la signification du terme utilisé par une infirmière l'informant d'un cas de « blue baby » (syndrome du bébé bleu).
Lors d'un entretien, il déclara qu'il avait eu un décès dans sa famille et qu'il devait prendre l'avion vers l'Ouest ; finalement, l'hôpital trouva un remplaçant.
Frank Abagnale occupa ce poste pendant onze mois.

#### Avocat
Abagnale falsifia un diplôme de l'université de Harvard, passa l'examen du barreau et obtint un poste dans le cabinet du procureur général de l'État de Louisiane à l'âge de 19 ans. Il se faisait alors passer pour un copilote de Pan American World Airways.
Il dit à une hôtesse avec qui il fut brièvement marié qu'il avait étudié le droit à Harvard, et elle le présenta à un ami avocat. Ce dernier dit à Abagnale que le barreau manquait d'avocats et lui offrit la possibilité de faire sa demande. Après avoir fait un faux diplôme de l'université de Harvard, il se prépara pour l'examen préalable. En dépit d'un double échec, il déclara avoir réussi l'examen du barreau légalement après huit semaines de révisions et au bout de la troisième tentative. Dans son autobiographie, il dit que son travail consistait d'abord à apporter du café et des livres à son employeur monsieur Drut.
Mais un véritable diplômé de Harvard l'accablait de questions à propos de sa titularisation. Naturellement, Abagnale ne pouvait répondre à des questions qui concernaient une université dans laquelle il n'était jamais allé. Il prit finalement la décision, au bout de huit mois, de préserver sa sécurité après avoir appris que l'homme soupçonneux se renseignait sur son passé.

### Capture et emprisonnement
Frank Abagnale fut capturé en France en 1969 lorsqu'un employé d'Air France reconnut son visage sur une affiche de recherche. Quand la police l'interpella, douze des pays où il avait commis des fraudes réclamèrent son extradition. Après un procès de deux jours, il entra en prison pour la première fois à la maison d'arrêt de Perpignan ; une condamnation à un an de prison fut réduite par le juge à six mois.
Abagnale est ensuite extradé vers la Suède pour des fraudes bancaires. Lors de son procès pour contrefaçon, son avocat réussit à faire retirer cet élément des chefs d'accusation en affirmant qu'il avait « créé » de faux chèques mais qu'il n'en avait pas « contrefait ». Les charges contre lui furent donc réduites à escroquerie et fraude. Il fut incarcéré six mois à la prison de Malmö et apprit, au terme de sa peine, qu'il allait être ensuite jugé en Italie. Plus tard, un juge suédois demanda à un fonctionnaire du département d'État des États-Unis de lui retirer son passeport. Sans passeport suédois[réf. nécessaire] en règle, les autorités locales durent le renvoyer aux États-Unis.

### Évasions
Abagnale affirme s'être évadé du Vickers VC-10 qui le ramenait aux États-Unis. Il aurait démonté les toilettes de l'avion pour atterrir sur le tarmac trois mètres plus bas. Caché par la nuit, il a escaladé une clôture, est monté dans un taxi et s'est rendu à la gare de Grand Central Terminal. Un bref passage dans le Bronx lui permit de changer de vêtements. Il récupéra également les clefs d'un coffre-fort d'une banque de Montréal, garni de 20 000 $. Il prit ensuite un train pour l'aéroport international Pierre-Elliott-Trudeau de Montréal (anciennement appelé aéroport de Dorval) afin d'acheter un billet pour São Paulo, au Brésil — un pays avec lequel les États-Unis n'avaient pas passé d'accord d'extradition. Mais sur le chemin de Montréal, il se fit interpeller par un agent de la Gendarmerie royale du Canada. Il fut remis à la police douanière américaine.
Avant d'être condamné à 12 ans de réclusion à la prison fédérale de Petersburg en avril 1971, Abagnale s'évade du centre de détention fédéral d'Atlanta. À cette époque, les prisons américaines sont attaquées en justice par des associations pour les droits civiques et font l'objet d'enquêtes spéciales par des commissions du Congrès[réf. nécessaire].
Le marshal chargé de son accompagnement oublia ses papiers et Abagnale réussit à faire croire qu'il était un inspecteur sous couverture en tournée par surprise. Des égards lui furent réservés – il eut droit à des repas bien meilleurs que ses codétenus.
Le centre de détention d'Atlanta avait déjà perdu deux employés à cause de rapports effectués par des agents fédéraux sous couverture, et Abagnale profita de cette vulnérabilité.
Il contacta une amie (nommée « Jean Sebring » dans le livre), avec qui il avait été fiancé et qui lui procura la carte de visite de l'inspecteur C.W. Dunlap du Federal Bureau of Prisons. Elle s'était aussi procuré la carte de visite de Sean O'Riley, l'agent du FBI chargé du cas d'Abagnale. Ce dernier dit aux gardiens qu'il était un inspecteur des prisons, leur montrant la carte de visite de Dunlap en guise de preuve. Il leur dit qu'il avait besoin de contacter un agent du FBI, Sean O'Riley, pour une affaire urgente. Le numéro de téléphone d'O'Riley fut composé et l'appel, reçu par Jean Sebring dans une cabine téléphonique d'un centre commercial d'Atlanta où elle se fit passer pour une standardiste du FBI.
Plus tard, il eut la possibilité de rencontrer O'Riley sans surveillance à l'extérieur du centre de détention. Ce fut Sebring qui récupéra Abagnale. Elle le conduisit jusqu'à une station de bus à Atlanta où il prit un bus des Greyhound Lines pour New York, puis un train pour Washington. Ayant été reconnu par un employé de motel, il parvint à se dégager d'un piège tendu par le FBI en se faisant passer, une fois de plus, pour l'un de ses agents.
Résolu à faire sa vie au Brésil, Frank Abagnale fut arrêté quelques semaines plus tard par deux détectives de la police de New York alors qu'il passait à pied à côté de leur voiture banalisée.

### Travaux légaux
En 1974, après seulement cinq ans de prison, le gouvernement fédéral des États-Unis le fait libérer à condition qu'il aide les autorités fédérales à combattre la fraude et qu'il montre signe de vie une fois par semaine. Il accepte la proposition de libération conditionnelle.
Après sa libération, Abagnale essaye plusieurs emplois, dont cuisinier et projectionniste. Il est renvoyé de la plupart de ceux-ci car, à chaque fois, sa carrière d'escroc était découverte par les employeurs. Il prend alors la décision de postuler dans une banque. Il raconte son passé et propose d'expliquer aux équipes les différentes méthodes utilisées par les faux-monnayeurs pour tromper la vigilance des banques.
Abagnale propose le marché suivant : si ses « cours » n'aident pas la banque, elle ne lui donnerait rien. Dans le cas contraire, elle lui donnerait 500 dollars et parlerait de lui aux autres établissements. La banque est impressionnée par ses résultats ; Abagnale commence sa vie professionnelle légale comme consultant en sécurité.
Il fonde plus tard Abagnale & Associés, une entreprise légale de conseil et de détection des fraudes basée à Tulsa dans l'Oklahoma. Grâce à cette entreprise, il gagne assez d'argent pour rembourser tout ce qu'il avait resquillé pendant sa première carrière.
Aujourd'hui, Abagnale est millionnaire et continue à conseiller le FBI avec qui il est associé.
Il vit à Tulsa avec la femme qu'il a épousée un an après sa reconversion. Ils ont trois enfants.

## Véracité des revendications
L'authenticité des exploits criminels d'Abagnale a été remise en question avant même la publication de Catch Me If You Can. En 1978, après un séminaire anti-criminalité auquel Abagnale avait été invité en tant que conférencier, un journaliste du San Francisco Chronicle a cherché à vérifier ses affirmations. Interrogés par téléphone, les banques, écoles, hôpitaux et autres établissements mentionnés par Abagnale n'ont pas confirmé sa présence sous les pseudonymes qu'il a utilisés. La réponse d'Abagnale était que « en raison de la gêne impliquée, je doute que quelqu'un puisse confirmer l'information ». 

En 2002, au moment de la sortie du film Arrête-moi si tu peux de Steven Spielberg, Abagnale a lui-même abordé la question de la véracité de son récit par un vague communiqué publié sur le site Web de son entreprise. Une partie du communiqué indique : 

« Je n'ai été interviewé par le coscénariste que quatre fois seulement. Je crois qu'il a fait un excellent travail sur le récit, mais il a également dramatisé et exagéré une partie. C'était son style et ce que l'éditeur a voulu. Il m'a toujours rappelé qu'il racontait une histoire et ne faisait pas ma biographie. »

## Apparitions médiatiques
En 1978, Frank Abagnale participe au quiz de télévision To Tell the Truth, en compagnie de deux concurrents qui prétendent également être lui. De faux extraits de cette émission apparaissent dans le film Arrête-moi si tu peux, avec Leonardo DiCaprio dans le rôle d'Abagnale.
Au début des années 1990, Abagnale est l'invité régulier de l'émission britannique Secret Cabaret. Le programme parle de magie et d'illusion avec une présentation plutôt sombre. Abagnale y apparait pour expliquer quelques méthodes d'abus de confiance.
En 2002, Abagnale apparaît dans le film inspiré de sa vie Arrête-moi si tu peux ; il joue le rôle d'un policier français.
En 2007, Abagnale fait une apparition comme présentateur dans la série télé The Real Hustle. Il y traite des différentes escroqueries employées par les fraudeurs.

## Ouvrages
- J'avais des ailes… mais je n'étais pas un ange, Éditions Alain Stanké, 1981  (ISBN 2-7604-0126-X) Le contenu est identique à Catch Me If You Can.
- Catch Me If You Can, autobiographie, 1980  (ISBN 978-0-7679-0538-1)
- The Art of the Steal, Broadway Books, 2001  (ISBN 978-0-7679-0683-8)
- Real U Guide To Identity Theft, 2004  (ISBN 978-1-932999-01-3)
- Stealing Your Life, Random House/Broadway Books, 2007  (ISBN 978-0-7679-2586-0)

### Source de la traduction
- (en) Cet article est partiellement ou en totalité issu de l’article de Wikipédia en anglais intitulé « Frank Abagnale » (voir la liste des auteurs).